# Забел Асадур
Забел Асадур (на арменски: Զապէլ Ասատուր) е османска арменска журналистка, просветителка, педагог, издателка, поетеса и писателка на произведения в жанра лирика, социална драма и публицистика. Пише под псевдонима Сибил (на арменски: Սիպիլ).

## Биография и творчество
Забел Асадур, с рождено име Забел Ханджиян, е родена на 23 юли 1863 г. в квартал Юскюдар, Константинопол, Османска империя. Учи в Джемаранския лицей в Юскюдар, който завършва през 1879 г.
Тя е една от основателките на Националната арменска асоциация, която работи и съдейства за поддържане и функциониране на арменските девически училища в населените с арменци области на Османската империя. През 1879 г. пише учебника „Практическа граматика на съвременния свят“, който е преиздаван многократно. Пише също много статии за образованието и педагогиката, както и стихотворения за деца.
През 1881 г. се омъжва за адвоката Гарабед Тонелян и заедно обикалят провинцията, за да основават девически училища, както и да предоставят стипендии на способни арменски девойки. Тя работи като учителка в тях, а след това в Константинопол. През 1900 г. съпругът ѝ умира. През 1901 г. се омъжва за писателя, журналиста и интелектуалец Хрант Асадур, с когото има дълго литературно и национално партньорство. Заедно подготвят поредица от учебници, наречени „Музей на арменския език, граматика и литературни четения“, които служат за арменското възпитание на младото поколение в продължение на четвърт век.
Писателят и политически деец Григор Зохраб, заедно с Хрант Асадур и Сибил възстановяват литературното издание „Масис“, което става притегателен център на редица арменски творци. В изданието тя публикува портрети на много известни арменски литературни фигури. Статиите са събрани и публикувани през 1921 г. в книгата „Профили“. По време на Арменския геноцид тя не се откъсва от обществения живот и внимателно следи литературния и културния живот в Арменска съветска социалистическа република Съветска Армения.
Най-известна е със своите литературни произведения. През 1880-те публикува стиховете си в „Масис“ и „Хайреник“. През 1891 г. е издаден романа ѝ „Сърцето на момиче“ (Աղջկան մը սիրտը), а през 1902 г. стихосбирката ѝ „Отражения“ (Ցոլքեր) с предимно романтични и патриотични стихотворения. Пише също разкази за жени и пиеси, като от пиесите ѝ най-известна е „Булката“ (Հարսը).
Забел Асадур умира на 19 юни 1934 г. в Истанбул, Турция. Погребана е в арменското гробище „Шишли“ на Истанбул.

## Произведения
- Կորտօն հրամանատարը (1890)
- Աղջկան մը սիրտը (1891) – роман
- Ցոլքեր (1902) – поезия
- Դիմաստուերներ (1921) – с Хрант Асадур
- Կնոջ հոգիներ (1925) – разкази
- Սիլիհտարի պարտեզներ () - автобиография
- Քերթուածներ (1935)